# Melanocryptus violaceipennis
Melanocryptus violaceipennis là một loài tò vò trong họ Ichneumonidae.